# Volksgarten (Linz)

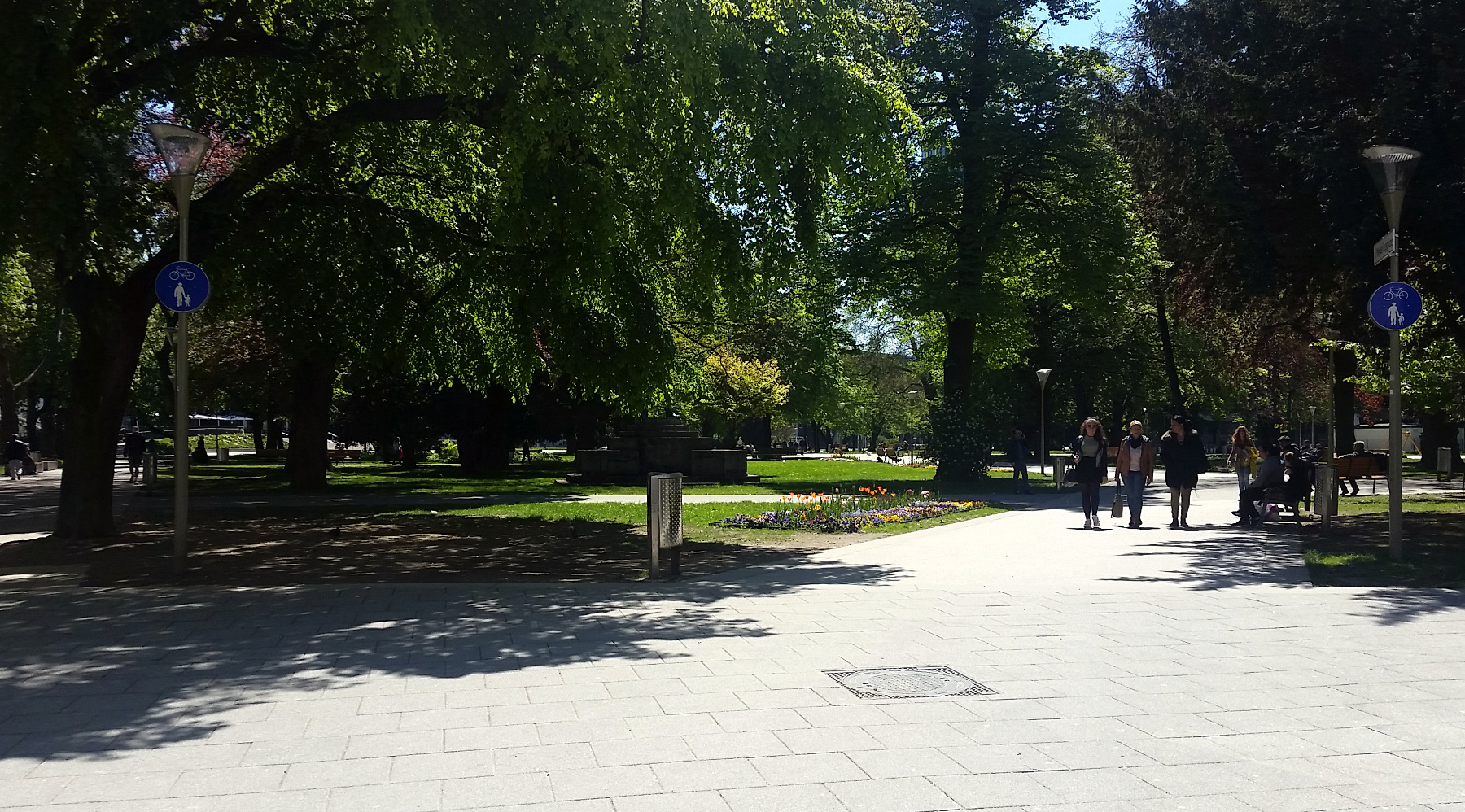
Der nördliche Volksgarten bei der Goethekreuzung (2017)

Der Volksgarten ist mit einer Fläche von 3,2 Hektar die größte und eine der ältesten innerstädtischen Parkanlage in der oberösterreichischen Landeshauptstadt Linz. Er liegt im Bezirk Innere Stadt im nach ihm benannten Volksgartenviertel zwischen Hauptbahnhof und Landstraße.

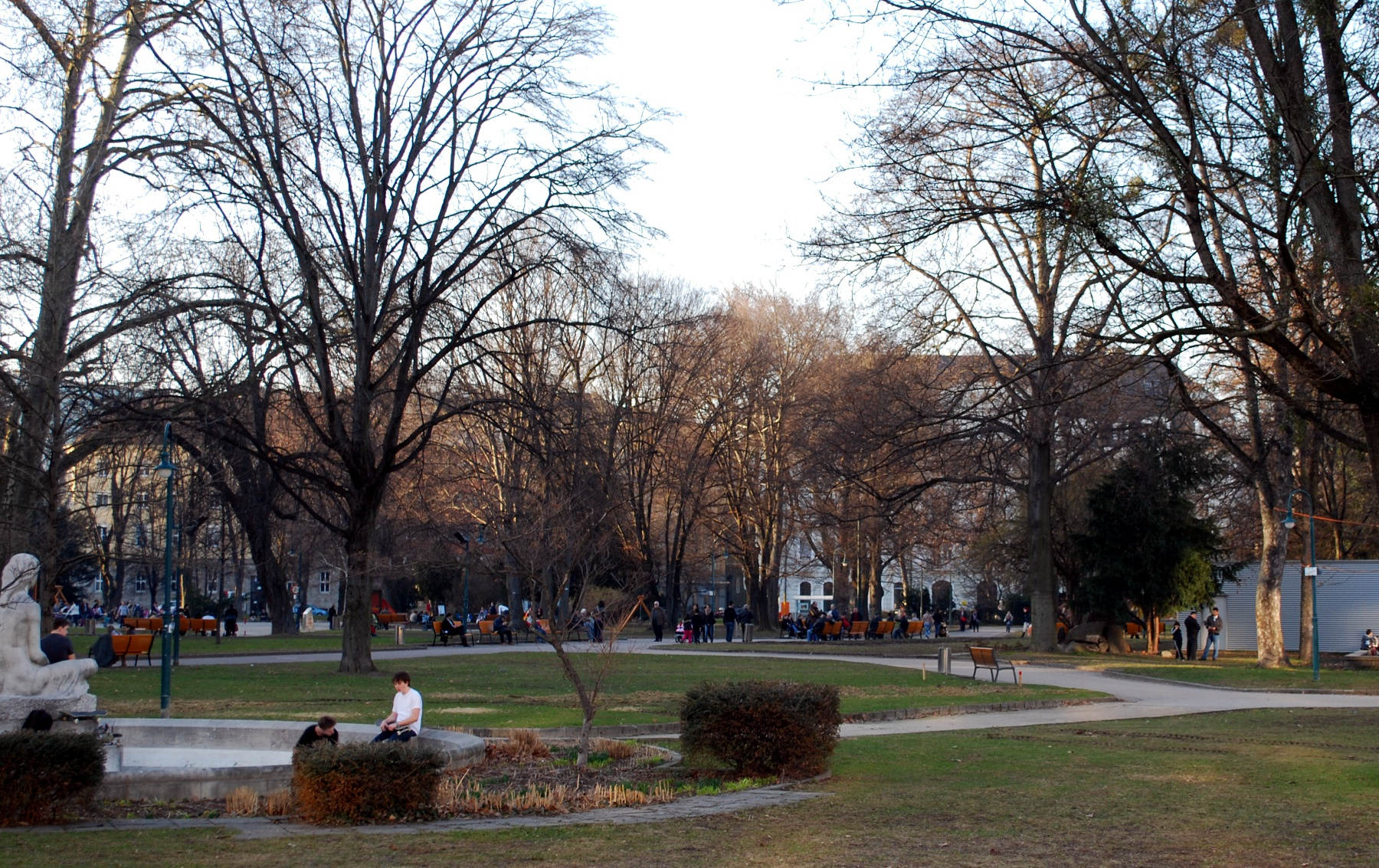
Blick nach Nordwest zu der Häuserzeile an der Stelzhamerstraße (März 2012)

## Geschichte
Die Geschichte des Parks begann 1828, als der Kaffeehausbetreiber Bartholomeo Festorazzi den Nordteil des heutigen Areals erwarb. Im April 1829 öffnete er das Gelände im Rahmen eines Volksfests für die Öffentlichkeit und in Anwesenheit Kaisers Franz I. Nach dem Tod Festorazzis im Jahr 1835 wurde der Festbetrieb von seiner Witwe weitergeführt, musste aber mit Subventionen gestützt werden.
Der Betrieb war so unrentabel, dass er 1852 geschlossen wurde. Das Gelände wurde veräußert und sollte einem Krankenhaus Platz bieten. 1857 wurde jedoch das Kaffeehaus renoviert und als „Städtischer Volksgartensalon“ wieder eröffnet. Die Stadt Linz kaufte das Gelände im Jahr 1858 und erweiterte es 1877 um den heutigen südlichen Teil durch Zukauf von den damaligen Staatsbahnen. Später wandelte sich das Gelände von einem Volksfest-Betrieb in einen Stadtpark (Volksgarten).
Aufgrund der Eröffnung des angrenzenden Musiktheaters wurde der Park 2012 umgestaltet. Der Brunnen „Freude am Schönen“ wurde renoviert, Wege und Denkmäler wurden teilweise verlegt und einige befestigten Flächen wurden in Grünflächen umgewandelt. Außerdem wurde der Spielplatz um eine Ballspielfläche, einen Aufenthaltsbereich und einem Wasserspielplatz erweitert. Es wurde ein neues öffentliches WC wurde errichtet und der Baumbestand blieb unverändert. Die Kosten für die Umgestaltung beliefen sich auf etwa 1,8 Millionen Euro, diese wurden von der Stadt Linz und der Musiktheater Linz GmbH übernommen.

## Einrichtungen

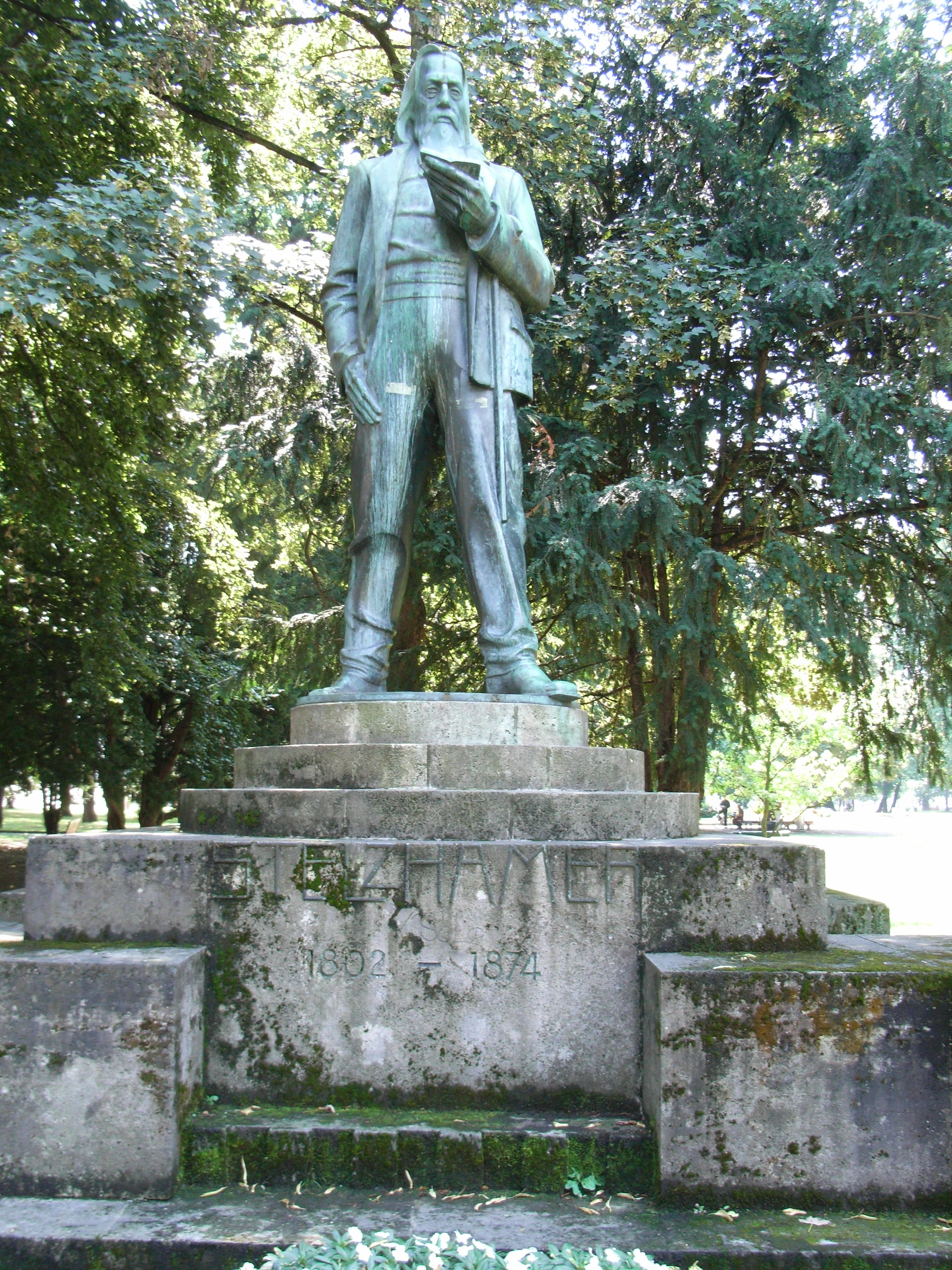
Denkmal von Franz Stelzhamer in der Nordost-Ecke des Parks

### Denkmäler
- Denkmal Franz Stelzhamer: Der österreichische Mundartdichter Franz Stelzhamer lebte von 1802 bis 1874. Das Denkmal wurde 1908 von Franz Metzner errichtet.[4]
- Denkmal Friedrich Ludwig Jahn: Friedrich Ludwig Jahn war ein Turnlehrer, welcher junge Männer für den Kampf gegen die napoleonische Armee vorbereitete.[5] Das Denkmal wurde 1905 von Leo von Moos errichtet.[6]
- Denkmal Kneipp: Das Denkmal wurde zur Erinnerung an Sebastian Kneipp (Naturheilkundigen und katholisch Geistlichen) aufgestellt, errichtet wurde das Denkmal 1977.[7]
- Brunnen „Freude am Schönen“: Der Brunnen zeigt ein junges, sitzendes Mädchen als Aktfigur. Das Denkmal wurde 1908 von Anton Hanak errichtet.[8]
- Brunnen Lausbub, Bronzeplastik: Der inzwischen stillgelegte Brunnen stellt einen überlebensgroßen Jungen dar, welcher am Bauch liegt. Das Denkmal wurde 1956 von Max Stockenhuber errichtet.[9]

### Spielplatz
Im Westen des Linzer Volksgartens gibt es eine Turmspielanlage mit vielen Rutschen, Schaukeln, einem Sandkasten, einem Wasserspielbereich und einem Fun-Court für verschiedenste Ball- und Bewegungsspiele. Im Frühling 2024 ist ein Umbau des Spielplatzes geplant, dann soll dieser barrierefrei werden.

### Umgebung
- Musiktheater: Im Osten schließt seit 2013 das Musiktheater unmittelbar an den Volksgarten an.[11]
- Café Volksgarten: An der Ostseite des Volksgartens, im selben Gebäude wie das Musiktheater, befindet sich das Café „Volksgarten“. Dort gibt es sowohl Suppen, wie auch deftige oder auch süße Mahlzeiten.
- Landstraße: An der Nordostseite des Parks befindet sich die größte Einkaufsstraße von Linz. Auf der 1,3 kilometerlangen Einkaufsstraße befinden sich verschiedenste Cafés und Bars, Restaurants, sowie eine Vielzahl an Geschäften für Mode, Bücher, Accessoires, Schuhe und Möbel.[12][13]

## Verkehrsanbindung
- Hauptbahnhof: Der Hauptbahnhof Linz befindet sich in unmittelbarer Nähe, er ist ungefähr 500 Meter vom Volksgarten entfernt.[14]

- Tiefgarage: Auch das Erreichen des Volksgartens mit dem Auto stellt kein Problem dar, da sich in der Nähe des Volksgartens die Tiefgarage des Musiktheaters befindet, die jederzeit geöffnet ist. Auch direkt unter dem Volksgarten gibt es eine Parkgarage, diese ist nur für Dauerparker.[15]

- Straßenbahnstation: Nahe des volksgarten befindet sich die Straßenbahnstation „Linz/Donau Goethekreuzung“. Die Haltestelle ist mit allen vier Linien erreichbar und befindet sich eine Station vor dem Linzer Hauptbahnhof.[16]

- Bushaltestelle: Mit dem Bus ist der Volksgarten mit den Linien 12, 17, 19 an der Haltestelle „Goethekreuzung“ oder mit den Linien 27, 70, 71, 72 und 77 an der Haltestelle „Musiktheater“ erreichbar.[16]

## Veranstaltungen
Seit 1956 wird im Volksgarten im Advent ein Weihnachtsmarkt einer von vielen Linzer Christkindlmärkten veranstaltet. Auch weitere unregelmäßige Veranstaltungen finden hier statt, wie etwa seit 2007 das „Fest der Natur“ oder 2019/2020 ein Eislaufplatz direkt vor dem Musiktheater und die Eisskulpturen-Ausstellung „Ice Magic“. Außerdem werden von der Magistratmusik alljährliche Konzerte im Volksgarten gestaltet.